# Alessandro Marcandalli
Alessandro Marcandalli (Ponte San Pietro, 25 ottobre 2002) è un calciatore italiano, difensore del Genoa.

## Biografia
È nato a Ponte San Pietro, in provincia di Bergamo, da padre italiano e madre nigeriana.
Ha intrapreso un corso di laurea in Economia e commercio.

## Caratteristiche tecniche
Pur avendo iniziato a giocare a calcio come ala, è stato poi spostato alla posizione di terzino, e infine a quella di difensore centrale. Forte fisicamente, può giocare indifferentemente in una difesa a tre o a quattro. È molto abile sia nella marcatura a uomo, sia negli anticipi, grazie alla sua accelerazione; inoltre, ha delle buone doti anche nel gioco aereo. Dispone anche di una buona tecnica, che gli consente di avere un'ottima precisione nei passaggi.
Per le sue doti, è stato paragonato a Malick Thiaw, ma ha dichiarato di ispirarsi ad Antonio Rüdiger.

## Carriera

### Club

#### Inizi e Giana Erminio
Marcandalli inizia a giocare nel vivaio dell'Atalanta, da cui viene svincolato all'età di 15 anni. Passa quindi alla Giana Erminio, con cui fa la trafila del settore giovanile, nonostante alcuni problemi fisici dovuti a un improvviso sviluppo della sua struttura muscolo-scheletrica. Nel novembre del 2020, viene aggregato alla prima squadra biancazzurra in seguito a un focolaio interno di COVID-19; fa quindi il suo esordio fra i professionisti l'11 novembre seguente, partendo da titolare nella partita di Serie C persa per 3-0 in casa del Livorno.

#### Genoa e prestiti
Il 20 gennaio 2021, Marcandalli passa in prestito secco al Genoa, in Serie A, venendo aggregato alla squadra Primavera. Dopo aver concluso la stagione 2021-2022 a Genova, il difensore viene acquistato a titolo definitivo dal club rossoblu il 22 luglio 2021.
Il 28 luglio 2022, viene ceduto in prestito per una stagione al Pontedera, in Serie C. Il 31 gennaio 2023, segna il suo primo gol fra i professionisti, realizzando la rete dell'1-1 finale nella sfida di campionato in casa del Siena. Lungo la stagione, colleziona 27 presenze e un gol fra campionato e coppa, contribuendo al raggiungimento dei play-off da parte dei toscani, poi eliminati dal Gubbio.
Il 6 luglio 2023, viene nuovamente girato in prestito, questa volta alla Reggiana, in Serie B. Il 10 febbraio 2024, segna la sua prima rete per il club emiliano nella partita di campionato contro la Cremonese, poi conclusasi sull'1-1. Nel corso dell'annata, si impone come titolare della formazione guidata da Alessandro Nesta, concludendo con un totale di 35 presenze e un gol.

#### Ritorno al Genoa e prestito al Venezia
Rientrato al Genoa, nell'estate del 2024 viene aggregato in pianta stabile alla prima squadra rossoblu, guidata da Alberto Gilardino. Il 18 ottobre rinnova il proprio contratto fino al giugno 2029. Un giorno dopo esordisce in Serie A, oltreché coi liguri, nella sfida pareggiata 2-2 in casa contro il Bologna.
Il 29 gennaio 2025 passa in prestito al Venezia, sempre in massima serie. Esordisce con i veneti il 9 febbraio seguente nella sconfitta per 0-1 contro la Roma.

### Nazionale
Grazie alle sue origini, Marcandalli ha potuto scegliere di rappresentare sia l'Italia, sia la Nigeria a livello internazionale.
Il 21 novembre 2023, ha esordito con la nazionale Under-20 italiana, partendo da titolare nella partita di Elite League vinta per 2-1 contro il Portogallo.

## Statistiche

### Presenze e reti nei club
Statistiche aggiornate al 15 agosto 2025.
| Stagione        | Squadra         | Campionato      | Campionato | Campionato | Coppe nazionali | Coppe nazionali | Coppe nazionali | Coppe continentali | Coppe continentali | Coppe continentali | Altre coppe | Altre coppe | Altre coppe | Totale | Totale |
| Stagione        | Squadra         | Comp            | Pres       | Reti       | Comp            | Pres            | Reti            | Comp               | Pres               | Reti               | Comp        | Pres        | Reti        | Pres   | Reti   |
| --------------- | --------------- | --------------- | ---------- | ---------- | --------------- | --------------- | --------------- | ------------------ | ------------------ | ------------------ | ----------- | ----------- | ----------- | ------ | ------ |
| 2020-2021       | Giana Erminio   | C               | 2          | 0          | -               | -               | -               | -                  | -                  | -                  | -           | -           | -           | 2      | 0      |
| 2022-2023       | Pontedera       | C               | 22+2       | 1+0        | CI-C            | 3               | 0               | -                  | -                  | -                  | -           | -           | -           | 27     | 1      |
| 2023-2024       | Reggiana        | B               | 35         | 1          | CI              | 3               | 0               | -                  | -                  | -                  | -           | -           | -           | 38     | 1      |
| 2024-gen. 2025  | Genoa           | A               | 2          | 0          | CI              | 0               | 0               | -                  | -                  | -                  | -           | -           | -           | 2      | 0      |
| gen.-giu. 2025  | Venezia         | A               | 8          | 0          | CI              | -               | -               | -                  | -                  | -                  | -           | -           | -           | 8      | 0      |
| 2025-2026       | Genoa           | A               | 0          | 0          | CI              | 1               | 0               | -                  | -                  | -                  | -           | -           | -           | 1      | 0      |
| Totale Genoa    | Totale Genoa    | Totale Genoa    | 2          | 0          | -               | 1               | 0               | -                  | -                  | -                  | -           | -           | -           | 3      | 0      |
| Totale carriera | Totale carriera | Totale carriera | 69+2       | 2          | -               | 7               | 0               | -                  | -                  | -                  | -           | -           | -           | 78     | 2      |